# Polis

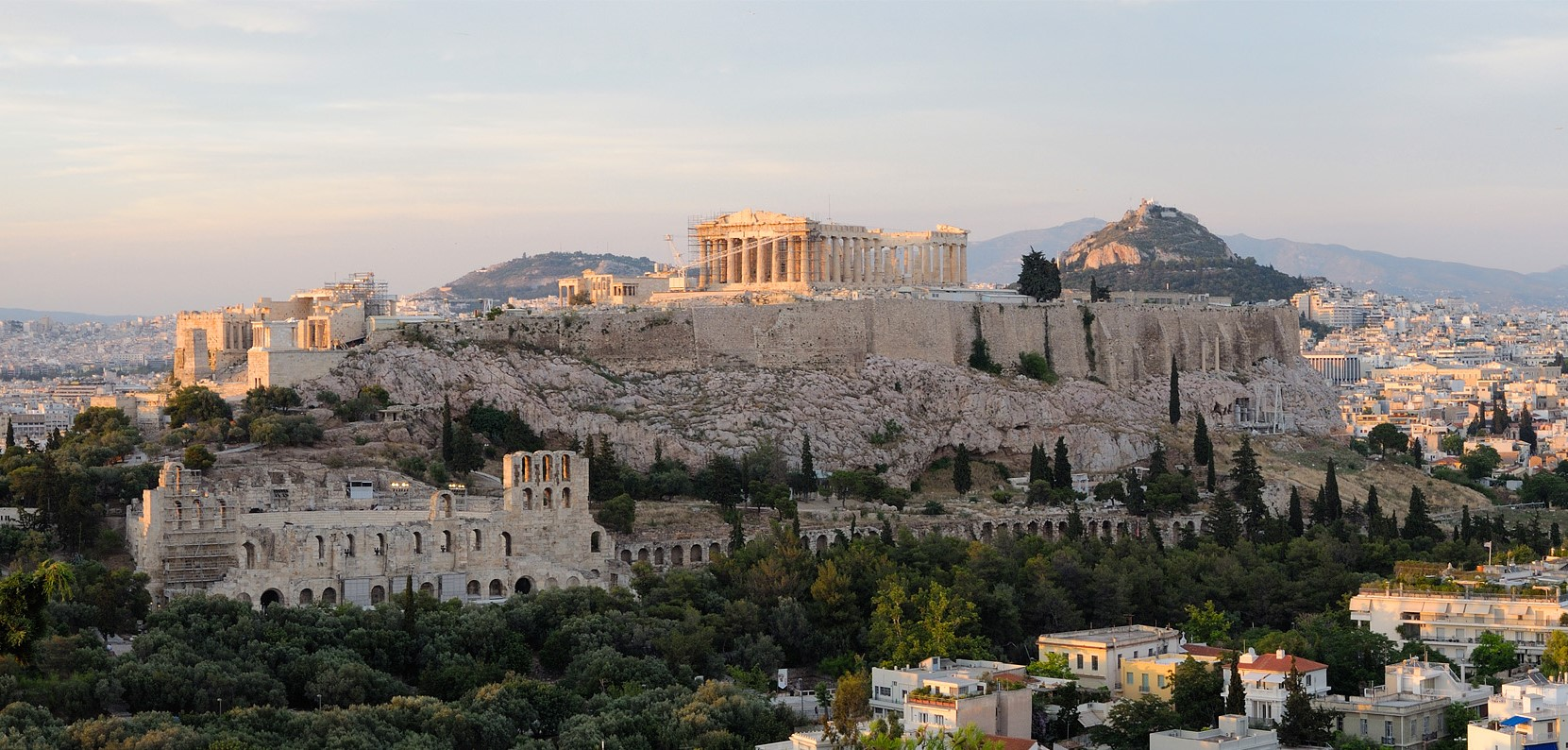
Pohled na starověkou akropoli v Athénách. Athény patřily mezi významné poleis.

Polis (řecky πόλις), plurál: poleis (řecky πόλεις) znamená město, obec nebo městský stát. Slovo představuje typ starověkého řeckého městského státu, který se vyvinul v archaickém období. Jedná se o předchůdce moderního města i státu.
Mezi starořecké polis patřily např. Athény, Sparta, Trója, Korint, Megara, Théby, Mykény, Milétos, nebo Halikarnassos.
V starořeckých textech může mít polis také sekundární význam občanské společnosti, která byla budována v hranicích města.

## Odvozená slova
Slovo existuje v mnoha evropských jazycích, včetně češtiny (například ve slovech policie nebo politika). S příponou „-polis“ dnes existuje spousta slov. Především se jedná o typy měst nebo států. Zde je několik příkladů:
- kosmopolis – velké město, jehož populace je složena z mnoha různých kulturních prostředí, často synonymum pro celý svět (srov. výraz „kosmopolitní“)
- ekumenopolis – město, pokrývající celou planetu, většinou ve sci-fi
- megalopolis – mimořádně veliké a lidnaté město, oblast, která vznikla sloučením několika jiných velkých měst a jejich předměstí
- metropolis – mateřské město kolonie, hlavní město státu nebo oblasti
- nekropolis – „město mrtvých“, čili hřbitov
- technopolis – město s hi-tech průmyslem nebo označení pro celoplanetární společenství uživatelů internetu

Jiná slova představují části měst nebo spolek několika obcí dohromady. Jsou to:
- akropolis – „horní město“, horní část polis, většinou s pevností nebo hlavních chrámem
- Dekapolis – skupina deseti měst
- Pentapolis – skupina pěti měst

### V názvech měst
Mnoho měst má ve svých názvech příponu „-polis“ (někdy zkrácenou na „-pol“), ať už jako dědictví svého založení ve starověku anebo jako výraz novodobé snahy o vznešenější, starobylejší jméno. Příklady:
- (H)Adrianopolis, dnešní Edirne – Turecko
- Alexandrupoli – Řecko
- Anápolis – Brazílie
- Annapolis – Maryland, USA
- Indianapolis – Indiana, USA
- Kannapolis – Severní Karolína, USA
- Konstantinopolis, současný Istanbul – Turecko
- Minneapolis – Minnesota, USA
- Mariupol – Ukrajina
- Melitopol – Ukrajina
- Neapol – Itálie
- Persepolis – Írán
- Petrópolis – Brazílie
- Sebastopol – Kalifornie, USA
- Sevastopol – Ukrajina
- Seuthopolis – Bulharsko
- Simferopol – Ukrajina
- Sozopol – Bulharsko
- Tarnopol – Ukrajina
- Tiraspol – Moldavsko
- Tripolis – Libye
- Tripolis – Libanon
- Tripolis – Řecko